# Walking After You
Singles de Foo Fighters
My Hero
(1998) Learn to Fly
(1999)
Walking After You est le quatrième single du groupe de rock Foo Fighters issu de l'album The Colour and the Shape sorti en 1998. Il existe un clip vidéo pour cette chanson. Il apparaît dans la bande originale du film The X-Files, le film.

## Liste des chansons
1. "Walking After You"
2. "Beacon Light" (réalisée par Ween)

## Enregistrement

### The Colour and the Shape
- Dave Grohl - Chant, guitare, batterie
- Nate Mendel - Basse

### The X-Files: The Album
- Dave Grohl - Chant, guitare
- Nate Mendel - Basse
- Franz Stahl - Guitare
- Taylor Hawkins - batterie
- Craig Wedren - Chœur
- Jerry Harrison - Piano

## Charts
| Chart (1998)            | Peak position |
| ----------------------- | ------------- |
| Charts australiens      | 67            |
| UK Singles Chart        | 20            |
| Euro Hot 100 Singles    | 87            |
| Charts néo-zélandais    | 48            |
| U.S. Modern Rock Tracks | 12            |
| U.S Adult Top 40        | 35            |